# Strikeforce: Heavy Artillery
Strikeforce: Heavy Artillery foi um evento de artes marciais mistas promovido pelo Strikeforce, ocorrido em 15 de maio de 2010 no Scottrade Center em St. Louis, Missouri. O evento foi transmitido ao vivo na Showtime para os EUA e no Super Channel para o Canadá.

## Background
Havia rumores que Fedor Emelianenko enfrentaria Fabrício Werdum no evento, mas a luta foi depois marcada para o evento de Junho Strikeforce: Fedor vs. Werdum, onde Werdum venceu por finalização no primeiro round.
Após um longo período de ambiguidade, Strikeforce oficialmente confirmou que o evento principal seria pelo Cinturão Peso Pesado do Strikeforce de Alistair Overeem, que ele nunca defendeu desde vencê-lo em Novembro de 2007.
O vencedor da luta entre Britt-Cavalcante foi prometido de lutar pelo Cinturão Meio Pesado do Strikeforce de Muhammed Lawal.
Bobby Lashley, que era originalmente para lutar no card do Strikeforce: Nashville, havia rumores que ele lutaria nesse card, porém, ele foi movido para o card do Strikeforce: Los Angeles.
Norifumi Yamamoto era originalmente anunciado para enfrentar Federico Lopez no card, mas foi depois foi retirado para o Dream. A luta foi remarcada para o Dream 14 duas semanas depois, onde Yamamoto derrotou Lopez por nocaute técnico no primeiro round.
O evento acumulou aproximadamente 308,000 telespectadores, com um pico de 448,000 na Showtime.